# Unterperfuss
Unterperfuss är en ort och kommun i distriktet Innsbruck-Land i förbudslandet Tyrolen i Österrike. Kommunen har 239 invånare (2024). Den ligger 11 km väster om Tyrolens huvudstad Innsbruck. Norr om Unterperfuss flyter floden Inn och öster om flyter floden Melach.